# John Whiteaker
John Whiteaker, född 4 maj 1820 i Dearborn County, Indiana, död 2 oktober 1902 i Eugene, Oregon, var en amerikansk demokratisk politiker och den första guvernören i delstaten Oregon.
Han var nästan helt självlärd, eftersom han bara hade sex månaders skolgång bakom sig. Han anmälde sig som frivillig till mexikanska kriget men hans enhet deltog inte i striderna. Han flyttade 1849 västerut, eftersom guld hade hittats i Kalifornien. Han lyckades förtjäna tillräckligt mycket för att starta ett jordbruk i Lane County, Oregon. Han blev en aktiv demokrat och invaldes 1857 i Oregonterritoriets lagstiftande församling. 

## Guvernör i Oregon
Whiteaker vann 1858 delstatens allra första guvernörsval. Trots att han svor tjänsteden redan 8 juli 1858, inledde han inte sin ämbetsperiod innan Oregon formellt blev delstat 14 februari 1859 i och med att USA:s kongress godkände lagen om Oregons tillträde i unionen. Oregon hade på sätt och vis två guvernörer mellan juli 1858 och februari 1859, även om makten innehades av Oregonterritoriets guvernör George Law Curry så länge Oregon inte var en delstat.
Whiteaker blev känd som "Honest John" och han företrädde starkt Oregons ekonomiska intressen. När amerikanska inbördeskriget bröt ut blev han mycket kontroversiell, eftersom han var en slaveriförespråkare i en delstat som dominerades av abolitionister. Motståndarna uppfattade honom till och med som en landsförrädare. Demokraterna nominerade honom inte på nytt som deras kandidat i 1862 års guvernörsval. Han fortsatte ändå i delstatspolitiken som ledamot av delstatens representanthus 1866-1870. Han blev därefter invald i delstatens senat. 

## Kongressledamot
Whiteaker blev 1878 invald i USA:s representanthus. Demokraternas position i representanthuset hade försvagats och det hängde på en röst att partiet fick behålla talmansposten. Den nya kongressen röstade 18 mars 1879 om en ny talman. Whiteaker var redan på väg till Washington, D.C. när han fick veta om hur viktigt det var att hinna i tid till sin nya arbetsplats, kongressen. Han underrättades om ärendet medan han reste med ångbåt från Portland, Oregon till San Francisco. Framme i San Francisco möttes han av järnvägsbolagets ombud och han fick skynda sig med Central Pacific Railroads speciella expresståg. Det vanliga tåget hade startat 25 timmar tidigare från Oakland men Whiteakers tåg lyckades hinna ikapp. Han anlände i Washington på morgonen den 18 mars och hann rösta i tid. Tågresan kostade 1 500 $ och blev känd som "Whiteaker's Ride". Han ställde inte upp till omval och lämnade kongressen 1881.